# 라우라 아사다우스카이테
라우라 아사다우스카이테자드네프로우스키에네(리투아니아어: Laura Asadauskaitė-Zadneprovskienė, 1984년 2월 28일 ~ )는 리투아니아의 근대5종 선수이다. 그녀는 2012년 런던 하계 올림픽에서 금메달을 획득했다.

## 생애
빌뉴스에서 자랐고 오조 고등학교에 다녔다. 그녀의 첫번째 코치는 이레나 유레비치였다. 2002년부터 2007년 사이에 그녀는 빌뉴스 대학교에 다녔고, 체육 및 스포츠 학사 학위를 받았다. 그녀는 2011년에 유럽 연합 정책의 학사 학위를 받았고 미콜라스 로메리스 대학교를 졸업했다. 그녀는 2007년 베를린 세계 선수권 대회에서 동메달을 땄다. 그녀는 2008년 베이징 올림픽에서 15위를 했다.
아사다우스카이테는 2009년 런던 세계 선수권 대회에서 은메달을 땄다. 그녀는 2011년 모스크바 세계 선수권 대회에서 3위를 했다. 그녀는 2012년 올림픽에서 5408점의 점수로 금메달을 획득했다.
아사다우스카이테는 2009년에 근대5종 선수 안드레유스 자드네프로우스키스와 결혼했고, 다음 해 딸을 낳았다. 미콜라스 로메리스 대학교를 졸업했고, 유럽 연합 정책을 전공했다.